# Kato Kutrafas
Kato Kutrafas (gr. Κάτω Κουτραφάς) – wieś w Republice Cypryjskiej, w dystrykcie Nikozja. W 2011 roku liczyła 17 mieszkańców.